# Miquel Oliver Massutí
Miquel Oliver Massutí (Barcelona, 30 de gener de 1918 - Palma, Mallorca, 19 de gener de 2004) fou un oceanògraf i polític mallorquí, diputat al Parlament de les Illes Balears en la II Legislatura.

## Biografia
Fill de l'apotecari català Pere Oliver Domenge, s'establí a Felanitx en 1923, on el seu pare fou batle. Durant la guerra civil espanyola fou empresonat per pertànyer a les Joventuts d'Esquerra Republicana Balear i fou internat a diversos camps de concentració de Mallorca, Madrid i Tetuan.
Llicenciat en Ciències Naturals i biologia per la Universitat de Barcelona en 1946, en 1947 va aconseguir una plaça en l'Institut Espanyol d'Oceanografia. Va treballar en els laboratoris de Vigo (1947-1950) i va dirigir el centre oceanogràfic de Palma (1953-1968). Fou vicepresident (1968-1969) i president (1970-1971) del Consell de Pesca de la Mediterrània. Fou cap del departament de Biologia Aplicada (1968-1971), coordinador general (1970-1971) per a l'estudi de la Mediterrània, subdirector (1971-1980) i director (1980-1982) de l'Institut Espanyol d'Oceanografia.
Va investigar les innovacions en el cultiu en bats dels musclos en les ries, va indagar els nous caladors en profunditat de gamba a les Illes Balears, va analitzar la pesca de la sardina i va idear la cria en captivitat de la llagosta i el raor.
Des del 1975 és afiliat al PSIB-PSOE, amb el que fou candidat al Congrés dels Diputats a les eleccions generals espanyoles de 1977 i al Senat a les eleccions generals espanyoles de 1979, sense assolir escó. De 1982 a 1987 fou secretari general de Pesca Marítima pel govern de Felipe González. Fou elegit diputat a les eleccions al Parlament de les Illes Balears de 1987. No es presentà a la reelecció en 1991 en accedir a la presidència del Parc Nacional Maritimoterrestre de l'Arxipèlag de Cabrera, càrrec que va ocupar fins a 1996. En 1995 fou nomenat president del PSIB, càrrec que va ocupar fins a la seva mort.